# ジョン・ロッテスリー (第4代準男爵)
第4代準男爵サー・ジョン・ロッテスリー（英語: Sir John Wrottesley, 4th Baronet、1682年ごろ – 1726年11月1日埋葬）は、グレートブリテン王国の政治家。トーリー党に属し、1708年から1710年まで庶民院議員を務めた。

## 生涯
第3代準男爵サー・ウォルター・ロッテスリーと1人目の妻エレノーラ（Eleanora、1660年ごろ – ?、サー・ジョン・アーチャーの娘）の次男（長男ウォルターは生涯未婚のまま死去）として、1682年ごろに生まれた。1699年8月9日にラグビー校に入学、1700年4月22日にケンブリッジ大学トリニティ・カレッジに入学した。
1708年イギリス総選挙でスタッフォードシャー選挙区の現職議員だった第4代準男爵サー・エドワード・バゴットが健康の悪化を理由に引退すると、ロッテスリーは後任のトーリー党候補として選ばれた。選挙はトーリー党候補2人とホイッグ党候補1人の間で戦われ、ホイッグ党候補ブライアン・ブロートンは1,500票以上を得たが落選に終わり、ロッテスリーは2,000票以上を得て当選した。ロッテスリーの議会活動は少なかったが、1710年にトーリー党員としてヘンリー・サシェヴェレルの弾劾に反対票を投じた。1710年イギリス総選挙で出馬せず、議員を退任した。
1712年に父が死去すると、準男爵位を継承した。
ロッテスリーはジャコバイト宮廷から支持者の1人として扱われたが、1715年ジャコバイト蜂起では政府軍に寄付したと報じられた。
1726年10月に死去、11月1日にスタッフォードシャーのテッテンホールで埋葬された。息子ヒューが準男爵位を継承したが、成人せず1729年に死去、その弟ウォルターが継承した。しかしウォルターも成人せずに1732年2月に死去、その弟リチャードが継承した。

## 家族
1704年1月15日、フランシス・グレイ（Frances Grey、1769年までに没、ジョン・グレイ閣下の娘）と結婚、5男5女をもうけた。
- ジョン（1723年11月没[8]）
- チャールズ（1724年4月没[8]）
- ヒュー（1708年と1721年の間 – 1729年11月[8]） - 第5代準男爵、生涯未婚[4]
- ウォルター（1710年と1721年の間 – 1732年2月） - 第6代準男爵、生涯未婚[2]
- リチャード（1721年4月12日 – 1769年7月20日） - 第7代準男爵、庶民院議員、子供あり[9]
- フランシス（Frances） - ハイアム・ベンディッシュ（Heigham Bendish）と結婚[2]
- エリザベス - トマス・ロッテスリー（Thomas Wrottesley、ウォルター・ロッテスリーの息子、第3代準男爵サー・ウォルター・ロッテスリー（英語版）の孫）と結婚[2]
- ヘンリエッタ - セオドア・ウィリアム・イング（Theodore William Inge）と結婚[2]
- ドロシー[3]
- メアリー[3]